# Carrhotus subaffinis
Carrhotus subaffinis är en spindelart som beskrevs av Lodovico di Caporiacco 1947. Carrhotus subaffinis ingår i släktet Carrhotus och familjen hoppspindlar. Inga underarter finns listade.